# Jahnstadion (Regensburg)
Das Jahnstadion (auch Stadion an der Prüfeninger Straße oder retrospektiv altes Jahnstadion) war ein Fußballstadion in der bayerischen Stadt Regensburg. Es bot in seiner letzten Umbaustufe 12.500 Zuschauern Platz. Von seiner Eröffnung im Jahr 1926 bis zur Eröffnung des neuen Jahnstadions Regensburg im Juli 2015 trug der SSV Jahn Regensburg hier seine Heimspiele aus. 2017 folgte der Abriss der alten Spielstätte.

## Struktur
Das Stadion hatte in seiner letzten Form nach dem Umbau 2012 zwei Tribünen. Die Haupttribüne (im Westen, für 2.000 Zuschauer, davon waren 1.200 überdacht) bestand aus der ursprünglichen Haupttribüne von 1931 sowie zwei Stahlrohr-Vortribünen. In der Kurve in der Prüfeninger Straße im Norden des Stadions stand eine mobile Stahlrohrtribüne, die 3.000 Menschen Platz bot (1.700 Steh- und 1.200 überdachte Sitzplätze). Die Tribünen waren alle mit roten Sitzschalen ausgestattet. Die Gästekurve im Süden, in die 3.500 Zuschauer passten, sowie die Gegengerade mit Turm (Block H) – sie boten gut 4.000 Menschen Platz – waren reine Stehränge. Sie waren nicht überdacht. Insgesamt fasste das Jahnstadion vor seinem Abriss 12.500 Zuschauer.

## Lage
Im Jahr 1926 noch auf weiter Flur, befand sich das Jahnstadion in der darauffolgenden Zeit bis zu seiner Schließung mitten im Stadtgebiet, im Westenviertel, unweit des Stadtparks im Westen von Regensburg. Mit den öffentlichen Verkehrsmitteln (Linie 1 Haltestelle Goethestraße, Lessingstraße) erreichte man es vom Bahnhof aus binnen 15 Minuten. Mit dem Auto konnte es über die Autobahn A93 erreicht werden, von der Ausfahrt Prüfening lag es gute 500 Meter stadteinwärts.

## Geschichte
Am 19. September 1926 pachtete der Sportbund Jahn das Grundstück am Randgebiet der Stadt und kultivierte ein paar Wiesen zu einem Hauptspielfeld und mehreren Trainingsplätzen, der Jahn-Platz wurde die neue Heimspielstätte der Regensburger. Als immer mehr Zuschauer den Jahn besuchten, wurde 1931 die Jahn-Tribüne gebaut – zu der Zeit eine der modernsten Fußballtribünen Deutschlands. 1949 wurde das Stadion erstmals erweitert und saniert, um das Spielfeld herum wurden erstmals Stehplatzränge errichtet. Auch der „Turm“ entstand, eine analoge Spielstandanzeige mit Uhr auf der Gegengeraden – der Bereich, in dem die Fans standen.
Die erfolgreichsten Jahre erlebte das Jahnstadion in den 1950er Jahren, in denen teilweise ein Zuschauerschnitt von 17.000 erreicht wurde. Der absolute Besucherrekord wurde im Februar 1950 erreicht: Beim Oberliga-Heimspiel gegen die SpVgg Fürth kamen 30.000 Zuschauer an die Prüfeninger Straße. In der Folgezeit ging der sportliche Erfolg des Jahn allerdings immer weiter zurück, bis der Verein 1975 schließlich dazu gezwungen war, das Stadion an die Stadt Regensburg für 1,5 Millionen DM zu verkaufen. Seitdem spricht man auch vom „städtischen Jahnstadion“. 1987 wurde das Stadion aufgrund fehlender Mittel für einen Neubau komplett saniert und eine Flutlichtanlage errichtet.
In den 1990er Jahren wurde das Grundstück immer wieder zum Ziel von Kaufinteressenten, die sich den Grund – vor allem wegen seiner Nähe zum Regensburger historischen Stadtkern – sichern wollten. Nachdem aber der sportliche Erfolg seit 1999 wieder an die Prüfeninger Straße zurückgekehrt war, konnte die Existenz des Stadions gesichert werden. Nachdem Jahn Regensburg 2003 in die 2. Bundesliga aufgestiegen war, wurde die Kapazität durch eine Zusatztribüne neben der Haupttribüne erhöht. Auch wurden vor der Haupttribüne zwei kleinere Stahlrohrtribünen errichtet – nach dem sofortigen Wiederabstieg aber wieder entfernt.

Das Jahnstadion geriet im Juli 2008 wieder in die Schlagzeilen, als ein Befund des DFB dem Stadion etliche Mängel in Bezug auf Komfort und Sicherheit bescheinigte. Um es auf Drittliga-Niveau aufzurüsten, musste der Stadtrat Gelder in Höhe von 475.000 € bewilligen. Im Zuge der Aufrüstarbeiten wurden wieder Vortribünen errichtet und die Haupttribüne mit roten Schalensitzen versehen – bisher saßen die Zuschauer noch auf schlichten Holzbänken. Des Weiteren wurden Eingangsbereich und Videoüberwachung auf den neuesten Stand gebracht.

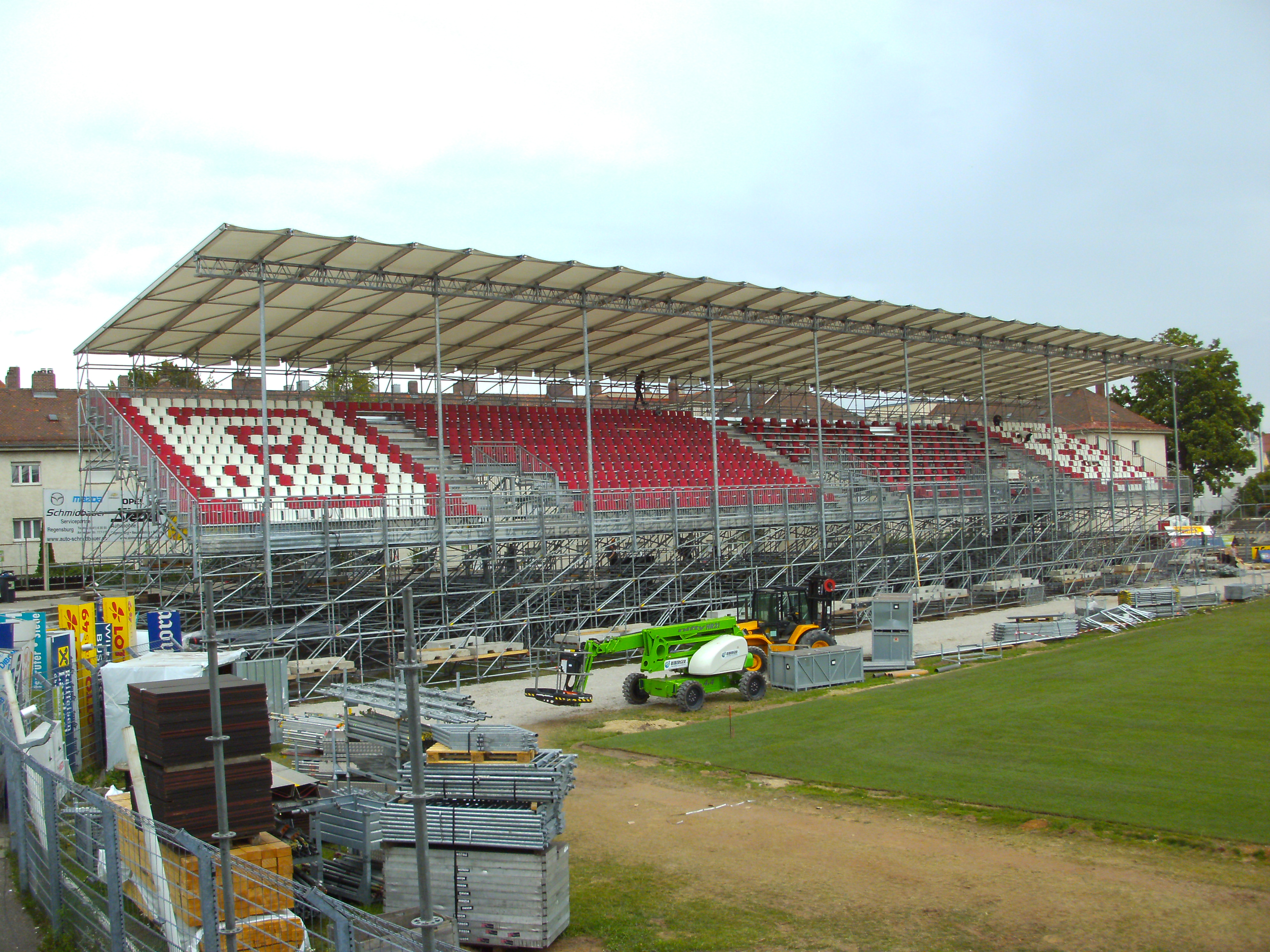
Der Bau der Nordtribüne im Sommer 2012.

Nach dem dritten Aufstieg in die 2. Bundesliga musste das Stadion erneut aufgerüstet werden, um den Ansprüchen der DFL gerecht zu werden. Dazu hätte eine Kapazität von 15.000 Zuschauern – darunter 3.000 Sitzplätze – nachgewiesen werden sollen. Zuvor hat das Jahnstadion aus Sicherheitsgründen eine auf 10.724 Zuschauer begrenzte Kapazität (statt der theoretisch möglichen 11.800), davon 2.000 Sitzplätze. Bis zum Saisonstart wurde durch eine Zusatztribüne in der Kurve in der Prüfeninger Straße die zusätzlichen Sitzplätze geschaffen, wodurch die Stadionkapazität aber nur auf insgesamt 12.500 Plätze vergrößert wurde. Der SSV Jahn erhielt eine Ausnahmeregelung von der DFL, da die 15.000 in dem mitten im Wohngebiet liegenden Stadion technisch nicht möglich waren und sich bereits die neue Arena ankündigte. Zusätzlich zur Stadion-Vergrößerung musste eine Rasenheizung installiert, die Kabinen und die Pressetribüne vergrößert und die Sicherheitsgegebenheiten aktualisiert werden. Die Kosten teilten sich Stadt und Verein.

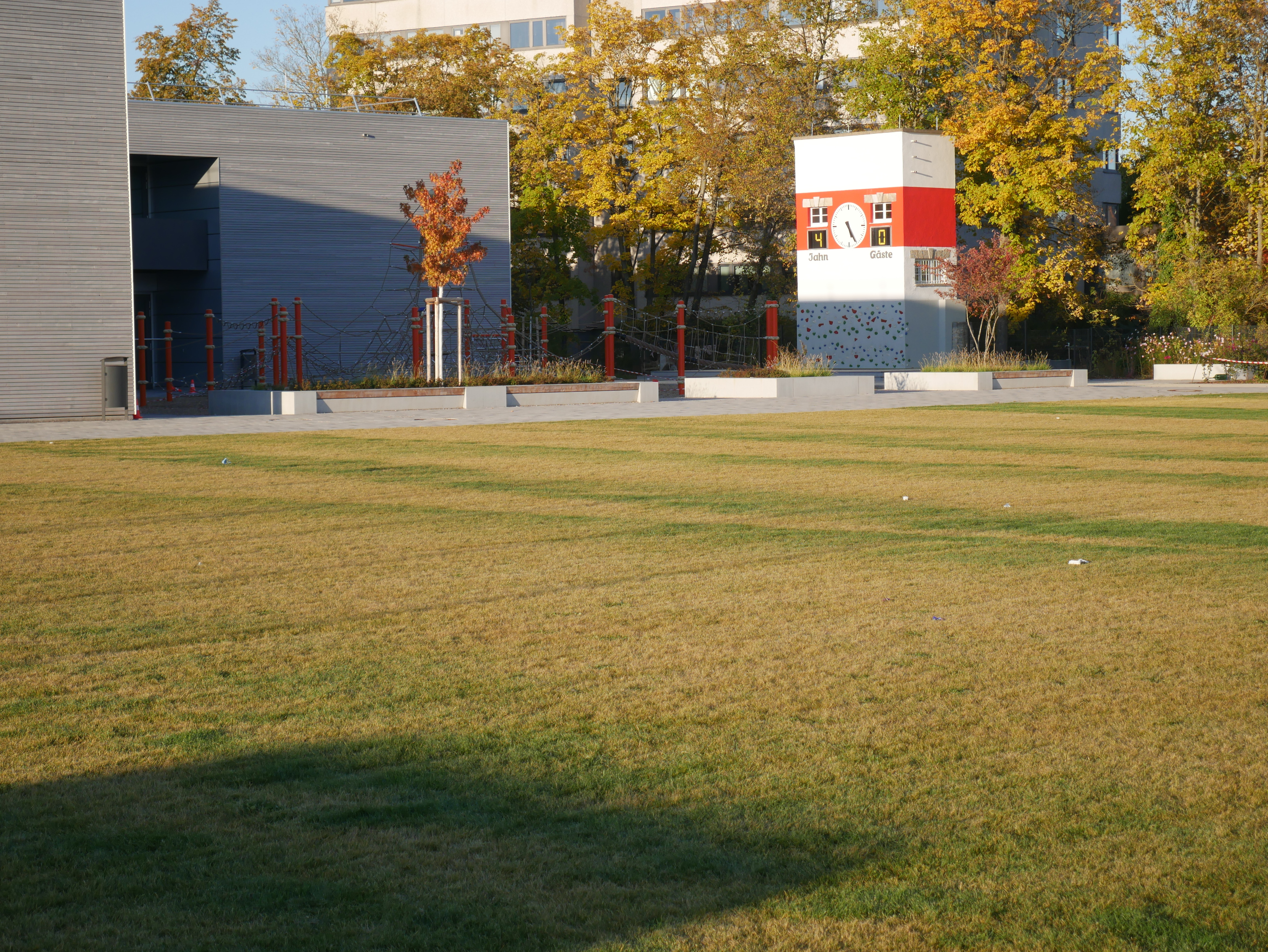
Der Turm wurde nicht abgerissen, sondern in den Schulhof der neuen Grundschule integriert (2021).

 Am 23. Mai 2015 fand das letzte Ligaspiel im Jahnstadion statt, das der SSV Jahn Regensburg gegen den SC Fortuna Köln mit 4:0 gewann. Am 20. Februar 2017 begann der Abriss der mittlerweile verfallenen Anlage. Die Arbeiten wurden nach rund drei Monaten abgeschlossen. Auf dem Areal wurden neue Wohnungen und eine Grundschule mit dem Namen Kreuzschule im alten Stadion errichtet.

## Olympische Sommerspiele 1972
Das Regensburger Jahnstadion war auch ein Olympiastadion. Sechs Spiele des olympischen Fußballturniers von 1972 fanden an der Prüfeninger Straße statt, unter anderem waren sowohl der Titelverteidiger Ungarn als auch der spätere Olympiasieger Polen zu Gast, ebenso wie der amtierende Weltmeister Brasilien.
| Datum        | Runde                  | Begegnung        | Ergebnis  | Zuschauer |
| ------------ | ---------------------- | ---------------- | --------- | --------- |
| 28. August   | Vorrunde Gruppe B      | UdSSR – Birma    | 1:0 (0:0) | 6.000     |
| 30. August   | Vorrunde Gruppe D      | Polen – Ghana    | 4:0 (1:0) | 2.200     |
| 31. August   | Vorrunde Gruppe A      | Iran – Brasilien | 1:0 (0:0) | 2.200     |
| 1. September | Vorrunde Gruppe B      | UdSSR – Mexiko   | 4:1 (3:0) | 8.000     |
| 3. September | Zwischenrunde Gruppe 2 | Dänemark – Polen | 1:1 (1:1) | 4.000     |
| 8. September | Zwischenrunde Gruppe 1 | Ungarn – Mexiko  | 2:0 (1:0) | 2.500     |

## Stadionneubau
Während der Saison 2003/04 war die Diskussion um einen Stadionneubau wieder aktuell geworden, da das Jahnstadion nicht die Anforderungen eines modernen Stadions erfüllte. In den folgenden Spielzeiten war es allerdings unklar, ob und wann der Bau eines neuen Jahnstadions auf den Weg gebracht werden sollte, da sich der Jahn auf einer sportlichen Berg- und Talfahrt befand. Nachdem sich der Verein aber erfolgreich in der 3. Liga etablieren konnte, beschloss der Stadtrat am 28. Juli 2011 den Bau schließlich. Das neue Stadion wurde auf einem Gelände südlich der Autobahn A3, direkt bei der Anschlussstelle Regensburg-Klinikum im Stadtteil Oberisling, errichtet.
Der Spatenstich für die 15.000 Zuschauer fassende Arena war am 30. Januar 2014. Wie geplant, konnte der SSV Jahn den Neubau zur Saison 2015/16 beziehen. Am 10. Juli 2015 fand im Jahnstadion Regensburg ein Freundschaftsspiel gegen den FC Augsburg statt. Die Hausherren verloren gegen den FCA mit 1:3.